# Погорелов, Константин Фёдорович
Константин Фёдорович Погорелов (15 апреля 1932 — 28 декабря 2019, Москва) — советский военный, государственный и политический деятель, генерал-лейтенант.

## Биография
Родился 15 апреля 1932 года в селе Тушиловка. Член КПСС. Умер 28 декабря 2019 года в Москве.
С 1950 года — на военной службе, общественной и политической работе. В 1950—1992 гг. — выпускник Сталинградского военного аэродромно-технического училища ВВС СА (1953), на командных и инженерных должностях в военно-строительных частях в Прикарпатском и Сибирском военных округах, выпускник Ленинградской командной военно-воздушной инженерной академии им. А. Ф. Можайского, главный инженер строительного управления Сибирского военного округа, начальник строительного управления, заместитель командующего войсками Туркестанского военного округа по строительству и расквартированию войск, главный инженер, начальник Главного военно-строительного управления Министерства обороны, начальник Главного инженерного управления — заместитель главнокомандующего Ракетными войсками стратегического назначения по строительству, член Военного совета РВСН.
Был награждён орденами Трудового Красного Знамени, Красной Звезды, «Знак Почета», «За службу Родине в Вооруженных Силах СССР» 3 ст.
Избирался депутатом Верховного Совета Узбекской ССР 10-го созыва.
Жил в Москве.